# Suzana Ćirić
Suzana Ćirić (sr. Сузана Ћирић, ur. 12 lipca 1969 w Inđii) – serbska lekkoatletka specjalizująca się w biegach długodystansowych, reprezentantka Jugosławii, uczestniczka letnich igrzysk olimpijskich w 1992 i 1996 r. Jest także dwukrotną srebrną medalistką uniwersjad w biegu na 10 000 m z 1991 i 1993 r.

## Kariera

### 1991: Letnia uniwersjada i mistrzostwa świata
W 1991 r. po raz pierwszy wystąpiła na letniej uniwersjadzie. W finale biegu na 10 000 metrów przybiegła na metę z czasem 32:37,94. Dało jej to srebrny medal, a rywalizację wygrała lepsza o ponad sekundę Amerykanka Anne Marie Letko. W tym samym roku zadebiutowała także na mistrzostwa świata w Tokio. W biegu półfinałowym osiągnęła czas 32:28,09. Była pierwszą w kolejności zawodniczką nie kwalifikująca się finału, do awansu zabrakło jej niemal półtorej sekundy. Rywalizację zdominowała Brytyjka Liz McColgan.

### Letnie Igrzyska Olimpijskie 1992
W maju 1992 roku Rada Bezpieczeństwa ONZ podjęła decyzję o niedopuszczeniu zespołów reprezentujących Federalną Republikę Jugosławii do rywalizacji na arenie międzynarodowej z powodu wojny w Bośni i Hercegowinie. Z powodu braku możliwości rywalizacji Jugosłowiańskich zespołów na arenie międzynarodowej, również na igrzyskach olimpijskich w 1992, sportowcy z tego kraju którzy wywalczyli kwalifikację olimpijską mogli startować jedynie jako niezależni uczestnicy igrzysk. 1 sierpnia w Ćirić przystąpiła do biegu eliminacyjnego na 10 000 m podczas igrzysk olimpijskich. Z czasem 33:42,26 zajęła piętnaste miejsce i nie awansowała do finału. Rywalizację w tej konkurencji wygrała reprezentantka Etiopii Derartu Tulu.

### 1993–1994: Letnia uniwersjada, mistrzostwa świata i maraton w Hanowerze
Po raz drugi na Letniej Uniwersjadzie wystąpiła w lipcu 1993 r. W finale biegu na 10 000 m uzyskała czas 32:26,68 i zajęła drugie miejsce. Lepsza była od niej była jedynie Iulia Negură z Rumunii. W sierpniu tego samego roku wzięła udział w mistrzostwach świata w lekkoatletyce odbywających się w niemieckim Stuttgarcie. w biegu na 10 000 metrów w półfinale zajęła 10. miejsce, które zapewniło jej awans do finału. W finale z czasem 33:26,72 osiągnęła 19. miejsce.
W maju 1994 r. wygrała bieg maratoński w Hanowerze (Hannover-Marathon) z czasem 2:33:00 i ustanowiła swój rekord życiowy.

### Letnie Igrzyska Olimpijskie 1996
W 1995 r. Rada Bezpieczeństwa ONZ zdecydowała o zniesieniu zakazu występu jugosłowiańskich sportowców na arenie międzynarodowej. Na igrzyskach 1996 Jugosłowianie mogli rywalizować pod własną flagą. W Atlancie wystąpiła również Suzana Ćirić. W biegu maratońskim uzyskała czas 2:49:30 i zajęła 55. miejsce ze stratą ponad 23 minut do zwyciężczyni Etiopki Fatumy Roby.
W 1998 r. w szwajcarskim Uster ustanowiła swój rekord życiowy w półmaratonie z czasem 1:20:10.

## Rezultaty na letnich igrzyskach olimpijskich
| Igrzyska       | Konkurencja     | Eliminacje / Kwalifikacje | Eliminacje / Kwalifikacje | Eliminacje / Kwalifikacje | Ćwierćfinał | Ćwierćfinał | Ćwierćfinał | Półfinał | Półfinał | Półfinał | Finał   | Finał   | M-F |
| Igrzyska       | Konkurencja     | Grupa                     | Wynik                     | Miejsce                   | Grupa       | Wynik       | Miejsce     | Grupa    | Wynik    | Miejsce  | Wynik   | Miejsce | M-F |
| -------------- | --------------- | ------------------------- | ------------------------- | ------------------------- | ----------- | ----------- | ----------- | -------- | -------- | -------- | ------- | ------- | --- |
| Barcelona 1992 | 10 000 m        | 2                         | 33:42,26                  | 15.                       | —           | —           | —           | —        | —        | —        | NQ      | NQ      | 30. |
| Atlanta 1996   | bieg maratoński | —                         | —                         | —                         | —           | —           | —           | —        | —        | —        | 2:49:30 | 55.     | 55. |